# Saptosari
Saptosari ist ein Distrikt (Kecamatan) im Regierungsbezirk (Kabupaten) Gunungkidul der Sonderregion Yogyakarta im Süden der Insel Java. Der Kecamatan liegt im Süden des Kabupaten und zählte Ende 2021 40.174 Einwohner auf 93,39 km² Fläche.

## Geographie
Saptosari grenzt an folgende Kecamatan:
| Richtung0000 | Name Kec.                           | Kabupaten                           | Provinz                             |
| Westen       | Panggang                            | Gunungkidul                         | DIY*                                |
| Norden       | Paliyan                             | Gunungkidul                         | DIY*                                |
| Osten        | Tanjungsari                         | Gunungkidul                         | DIY*                                |
| Süden        | Indischer Ozean (~ 10 km): 2 Dörfer | Indischer Ozean (~ 10 km): 2 Dörfer | Indischer Ozean (~ 10 km): 2 Dörfer |

* D.I.Yogyakarta

## Verwaltungsgliederung
Der Kecamatan (auch Kapanewon genannt) gliedert sich in sieben ländliche Dörfer (Desa, auch Kalurahan genannt):
| PUM-Code 1    | Desa           | Fläche (km²) | Bevölkerung zur Volkszählung 2 | Bevölkerung zur Volkszählung 2 | Bevölkerung zur Volkszählung 2 | Bevölkerung zur Volkszählung 2 | Bevölkerung zur Volkszählung 2 | Bevölkerung zur Volkszählung 2 | Padu- kuhan 4 | RW/ RT 5 |
| PUM-Code 1    | Desa           | Fläche (km²) | 002000                         | 002010                         | Männer                         | Frauen                         | 002020                         | Dichte 3                       | Padu- kuhan 4 | RW/ RT 5 |
| ------------- | -------------- | ------------ | ------------------------------ | ------------------------------ | ------------------------------ | ------------------------------ | ------------------------------ | ------------------------------ | ------------- | -------- |
| 34.03.15.2001 | Krambilsawit   | 14,79        | 5.718                          | 5.449                          | 2.996                          | 3.056                          | 6.052                          | 409,2                          | 9             | 9/45     |
| 34.03.15.2002 | Ngloro         | 7,32         | 2.986                          | 3.119                          | 1.629                          | 1.688                          | 3.317                          | 453,1                          | 6             | 6/27     |
| 34.03.15.2003 | Jetis          | 8,87         | 4.498                          | 4.627                          | 2.583                          | 2.574                          | 5.157                          | 581,4                          | 6             | 6/53     |
| 34.03.15.2004 | Kepek          | 9,81         | 5.447                          | 5.636                          | 3.052                          | 3.090                          | 6.142                          | 626,1                          | 6             | 6/51     |
| 34.03.15.2005 | Kanigoro       | 24,88        | 6.085                          | 5.817                          | 3.344                          | 3.462                          | 6.806                          | 273,6                          | 10            | 10/44    |
| 34.03.15.2006 | Monggol        | 9,68         | 4.270                          | 4.198                          | 2.366                          | 2.408                          | 4.774                          | 493,2                          | 9             | 9/55     |
| 34.03.15.2007 | Planjan        | 12,48        | 5.662                          | 5.424                          | 2.988                          | 3.087                          | 6.075                          | 486,8                          | 14            | 14/63    |
| 34.03.15      | Kec. Saptosari | 87,83        | 34.666                         | 34.270                         | 18.958                         | 19.365                         | 38.323                         | 436,3                          | 60            | 60/338   |

## Demographie
Grobeinteilung der Bevölkerung nach Altersgruppen (zum Zensus 2020)
| Altersgruppen | 00Männer | 00Frauen | zusammen |
| ------------- | -------- | -------- | -------- |
| 0 – 14        | 3.786    | 3.424    | 7.210    |
| 15 – 64       | 12.669   | 12.839   | 25.508   |
| 65+           | 2.503    | 3.102    | 5.605    |
| gesamt        | 18.958   | 1.9365   | 38.323   |
| anteilig (%)  |          |          |          |
| 0 – 14        | 19,97    | 17,68    | 18,81    |
| 15 – 64       | 66,83    | 66,30    | 66,56    |
| 65+           | 13,20    | 16,02    | 14,63    |

### Bevölkerungsentwicklung
In den Ergebnissen der sieben Volkszählungen seit 1961 ist folgende Entwicklung ersichtlich:
| Einheit/Jahr     | 1961         | 1971         | 1980         | 1990         | 2000         | 2010         | 2020         |
| ---------------- | ------------ | ------------ | ------------ | ------------ | ------------ | ------------ | ------------ |
| Kec. Saptosari   | 28.187       | 29.639       | 31.800       | 32.166       | 34.666       | 34.270       | 38.323       |
| Anteil in %      | 4,93         | 4,79         | 4,82         | 4,94         | 5,17         | 5,07         | 5,13         |
| Kab. Gunungkidul | 571.823      | 619.117      | 659.486      | 651.004      | 670.433      | 675.382      | 747.161      |
| Sonderregion DIY | 00 2.231.062 | 00 2.487.177 | 00 2.750.025 | 00 2.912.611 | 00 3.120.478 | 00 3.457.491 | 00 3.66.8719 |